# Ian Paisley
El reverend Ian Richard Kyle Paisley (Armagh, 6 d'abril de 1924 - Belfast, 12 de setembre de 2014) fou un polític i un home d'Església britànic, actiu a Irlanda del Nord.

## Biografia
Als anys cinquanta, va ser un dels fundadors de la Free Presbyterian Church, a Irlanda del Nord, de la qual es feu el mediador. Fundà el seu propi diari, el Protestant Telegraph i llavors, a finals dels anys seixanta, el Partit Democràtic Unionista (DUP), del qual n'esdevevingué el líder incontestat i que convertí en el principal partit nord-irlandès, violentament oposat a qualsevol acord amb els catòlics i a la posada en marxa de l'Acord del Divendres Sant. El 1986, fundà, amb Peter Robinson, el grup paramilitar lleialista Ulster Resistance.
Escollit al Parlament Europeu, sense interrupcions, de 1979 a 1999, renuncià a presentar-se el 2004, basant-se en la seva edat i el seu estat de salut, però es presentà i fou fàcilment escollit a les eleccions britàniques de maig de 2005 (25.156 vots, 54,8% +4,9). Després de la victòria del DUP i del Sinn Féin a les Eleccions generals d'Irlanda del Nord de 2007, acceptà, sota la pressió britànica, reunir-se amb el cap del partit nacionalista, Gerry Adams, i negocià la formació d'un govern d'unitat amb els seus antics enemics mortals.
Segons els termes de l'acord, el 8 de maig, va ser nomenat Primer Ministre d'Irlanda del Nord, amb el membre del Sinn Féin Martin McGuinness de viceprimer ministre. El 4 d'abril, es va reunir amb el Primer Ministre d'Irlanda, Bertie Ahern i va discutir futures relacions entre els seus governs respectius.
Ian Paisley fou conegut amb el pseudònim de Doctor No, en referència a la seva negativa a parlamentar amb els partits catòlics. El dimarts 4 març del 2008, Ian Paisley dimití del càrrec de president del DUP, així com del càrrec de primer ministre d'Irlanda del Nord.